# Obalnokraška
Obalnokraška is een statistische regio in Slovenië. De regio's vormen in Slovenië geen bestuursniveau: Slovenië kent slechts het gemeentelijke en landelijke bestuur.
In 2021 had de regio Obalnokraška een bruto geboortecijfer van 7,7‰ (of: 7,7 geboorten per duizend inwoners), waarmee het - samen met de regio Pomurska - het laagste geboortecijfer in Slovenië had.

## Gemeenten
Tot Obalnokraška behoren de volgende gemeenten:
- Divača
- Hrpelje-Kozina
- Izola
- Komen
- Koper
- Piran
- Sežana

Gorenjska · Goriška · Jugovzhodna Slovenija · Koroška · Notranjskokraška · Obalnokraška · Osrednjeslovenska · Podravska · Pomurska · Savinjska · Spodnjeposavska · Zasavska